# آدولف ژلینک
آدولف ژلینک (عبری: אהרן ילינק‎؛ ۲۶ ژوئن ۱۸۲۱ – ۲۸ دسامبر ۱۸۹۳) محقق و  ربی اهل اتریش بود.